# Mieussy
Mieussy ist eine französische Gemeinde im Département Haute-Savoie in der Region Auvergne-Rhône-Alpes.

## Geographie
Mieussy liegt auf 636 m, nordwestlich von Cluses, etwa 30 Kilometer ostsüdöstlich der Stadt Genf (Luftlinie). Das Dorf erstreckt sich in einem Talkessel des Giffre, in den Savoyer Alpen am Fuß der Pointe de Marcelly, im Faucigny.
Die Fläche des 44,45 km² großen Gemeindegebiets umfasst einen Abschnitt der Savoyer Alpen. Das Hauptsiedlungsgebiet bildet der Talkessel von Mieussy. Er wird von Osten nach Westen vom Giffre durchflossen, der einen rund 1 bis 2 km breiten flachen Talboden aufweist. Südlich dieses Tals reicht das Gemeindeareal auf den Höhenzug des Mont Orchez (bis 1049 m), der den Giffre vom Arvetal trennt. Der nordwestliche Gemeindeteil ist durch die nach Süden und Südwesten exponierten, offenen Hänge im Bereich des Risse-Tals und des Dorfbachs von Mieussy charakterisiert. Nach Norden erstreckt sich der Gemeindeboden entlang des Flüsschens Foron in die Skiregion von Sommant am Col de la Ramaz in den Chablais-Alpen. Zu den Gipfeln dieser Region zählen die Haute Pointe (1958 m), die Pointe de Chavasse (mit 2010 m die höchste Erhebung von Mieussy), die Pointe du Haut Fleuri (1981 m) und die Pointe de Marcelly (2000 m).
Zu Mieussy gehören neben dem eigentlichen Ortskern auch zahlreiche weitere Dörfer, Siedlungen und Weiler sowie Gehöfte, darunter:
- Dessy (625 m) im Tal des Giffre
- Matringes (630 m) im Tal des Giffre
- Les Vagny (650 m) im Tal des Giffre
- Ivoray (725 m) in einer Mulde am Nordfuß des Mont Orchez
- Saint-Gras (830 m) am nördlichen Talhang des Giffre
- Le Jourdy (870 m) am nördlichen Talhang des Giffre
- Messy (809 m) auf einer Geländeterrasse am Hang oberhalb des Dorfes
- Ley (751 m) in einer Mulde im Einzugsbereich des Risse
- Quincy (756 m) östlich des Tals des Risse
- Saint-Denis (838 m) auf einem Vorsprung östlich des Tals des Risse
- Drevy (930 m)
- Sommant, auch Sommand, (1414 m) in einem Talbecken des Foron am Fuß der Haute Pointe
- Ramaz (1470 m) am Aufstieg zum Col de la Ramaz

Nachbargemeinden von Mieussy sind Onnion und Bellevaux im Norden, La Côte-d’Arbroz und Taninges im Osten, Châtillon-sur-Cluses, Thyez und Marignier im Süden sowie Saint-Jeoire im Westen.

## Geschichte
Das Gemeindegebiet von Mieussy war bereits während des Neolithikums und der Römerzeit besiedelt, was anhand verschiedener Funde belegt werden konnte. Bei Mieussy befand sich die römische Kolonie Miocircum, aus der sich der heutige Ortsname entwickelte. Bereits im 12. Jahrhundert war Mieussy Mittelpunkt einer Pfarrei.

## Sehenswürdigkeiten
Die Dorfkirche Saint-Gervais wurde im gotischen Flamboyantstil errichtet. In den Dörfern Ley, Saint-Denis und Quincy sowie bei Saint-Gras befinden sich Kapellen. Auch bei der Grotte du Jourdy oberhalb von Mieussy steht seit 1881 eine Kapelle. Die alten Ortskerne zeichnen sich durch Häuser im typischen savoyischen Baustil aus.

## Bevölkerung
| Jahr                       | 1962 | 1968 | 1975 | 1982 | 1990 | 1999 | 2005 |
| Einwohner                  | 1193 | 1141 | 1167 | 1169 | 1346 | 1739 | 1983 |
| Quellen: Cassini und INSEE |      |      |      |      |      |      |      |

Mit 2521 Einwohnern (Stand 1. Januar 2022) gehört Mieussy zu den kleineren Gemeinden des Département Haute-Savoie. Im Verlauf des 20. Jahrhunderts nahm die Einwohnerzahl aufgrund starker Abwanderung kontinuierlich ab (1901 wurden in Mieussy noch 1949 Einwohner gezählt). Seit Mitte der 1980er Jahre wurde dank der schönen Wohnlage jedoch wieder eine deutliche Bevölkerungszunahme verzeichnet.

## Wirtschaft und Infrastruktur
Mieussy war bis weit ins 20. Jahrhundert hinein ein vorwiegend durch die Land- und Forstwirtschaft geprägtes Dorf. Heute gibt es verschiedene Betriebe des Kleingewerbes. Viele Erwerbstätige sind Wegpendler, die in den größeren Ortschaften der Umgebung ihrer Arbeit nachgehen. In den letzten Jahrzehnten hat sich die Arena auf dem Hochplateau bei Sommant zusammen mit dem benachbarten Le Praz-de-Lys (Gemeinde Taninges) zu einem Touristenort entwickelt, wodurch sich in der Gemeinde ein deutlicher wirtschaftlicher Aufschwung einstellte. Mieussy ist sowohl auf den Sommertourismus als auch auf den Wintertourismus (Bergbahnen und Skilifte) spezialisiert.
Die Ortschaft ist verkehrsmäßig recht gut erschlossen. Sie liegt an der Hauptstraße D907, welche von Annemasse nach Taninges führt. Weitere Straßenverbindungen bestehen mit Mégevette und Le Praz-de-Lys.

## Persönlichkeiten
- Claudius Le Jay (um 1504–1552), Jesuit